# Кубок Румунії з футболу 1993—1994
Кубок Румунії з футболу 1993—1994 — 56-й розіграш кубкового футбольного турніру в Румунії. Титул вперше здобула Глорія (Бистриця).

## 1/16 фіналу
| Команда 1                    | Рахунок      | Команда 2                  |
| ---------------------------- | ------------ | -------------------------- |
| 7 грудня 1993                |              |                            |
| Вранкарт (Аджуд) (3)         | 0:0 пен. 2:3 | Стяуа                      |
| Селена (Бакеу) (2)           | 3:1          | Оцелул (Галац)             |
| Петролул (Берка) (3)         | 1:0          | Спортул Студенцеск         |
| Пояна-Кимпіна (3)            | 2:1          | Петролул (Плоєшті)         |
| Кимпулунг (4)                | 0:0 пен. 5:3 | Рапід (Бухарест)           |
| Металургістул (Куджир) (3)   | 0:2          | Прогресул (Бухарест)       |
| Рапід (М'єркуря-Чук) (3)     | 2:1          | Електропутере (Крайова)    |
| Чахлеул                      | 1:2          | Динамо (Бухарест)          |
| Арджеш (2)                   | 2:0          | УТА (Арад)                 |
| Глорія (Решиця) (2)          | 1:3          | Глорія (Бистриця)          |
| Політехніка Тімішоара        | 0:1          | Дачія Уніря (Бреїла)       |
| Джиул (Петрошань) (2)        | 0:1 дч       | Фарул (Констанца)          |
| Кетатя (Тиргу-Нямц) (3)      | 0:3          | Інтер (Сібіу)              |
| Севернав (Турну-Северин) (4) | 0:1          | Брашов                     |
| 8 грудня 1993                |              |                            |
| Спортул (Келераші) (3)       | 0:0 пен. 3:5 | Університатя (Клуж-Напока) |
| Енергія (Єрнут) (4)          | 0:2          | Університатя (Крайова)     |

## 1/8 фіналу
| Команда 1          | Рахунок      | Команда 2                  |
| ------------------ | ------------ | -------------------------- |
| 14 грудня 1993     |              |                            |
| Глорія (Бистриця)  | 5:0          | Петролул (Берка) (3)       |
| Пояна-Кимпіна (3)  | 1:1 пен. 5:4 | Рапід (М'єркуря-Чук) (3)   |
| Кимпулунг (4)      | 1:2          | Університатя (Клуж-Напока) |
| Фарул (Констанца)  | 0:5          | Університатя (Крайова)     |
| Динамо (Бухарест)  | 2:0          | Прогресул (Бухарест)       |
| Арджеш (2)         | 0:0 пен. 4:3 | Стяуа                      |
| Інтер (Сібіу)      | 1:3 дч       | Брашов                     |
| 15 грудня 1993     |              |                            |
| Селена (Бакеу) (2) | 3:0          | Дачія Уніря (Бреїла)       |

## 1/4 фіналу
| Команда 1          | Рахунок      | Команда 2                  |
| ------------------ | ------------ | -------------------------- |
| 2 березня 1994     |              |                            |
| Пояна-Кимпіна (3)  | 0:3          | Глорія (Бистриця)          |
| Селена (Бакеу) (2) | 0:2          | Університатя (Крайова)     |
| Динамо (Бухарест)  | 0:1          | Арджеш (2)                 |
| Брашов             | 0:0 пен. 5:6 | Університатя (Клуж-Напока) |

## 1/2 фіналу
| Команда 1                  | Рахунок | Команда 2         |
| -------------------------- | ------- | ----------------- |
| 12 березня 1994            |         |                   |
| Університатя (Клуж-Напока) | 1:4 дч  | Глорія (Бистриця) |
| Університатя (Крайова)     | 1:0     | Арджеш (2)        |

## Фінал
| 30 квітня 1994 |

| Глорія (Бистриця) | 1:0      | Університатя (Крайова) |
| ----------------- | -------- | ---------------------- |
| Ілеа 26'          | Протокол |                        |

| Реджі, Бухарест Глядачів: 7 000 Арбітр: Адріан Порумбою |